# Proasellus micropectinatus
Proasellus micropectinatus är en kräftdjursart som beskrevs av Baratti och Messana 1990. Proasellus micropectinatus ingår i släktet Proasellus och familjen sötvattensgråsuggor. Inga underarter finns listade i Catalogue of Life.